# Dobsonia beauforti
Dobsonia beauforti — вид рукокрилих, родини Криланових. 

## Середовище проживання
Країни поширення: Індонезія. Поширення варіюється від рівня моря до 1500 м над рівнем моря.

## Стиль життя
Лаштує сідала великими колоніями в печерах і на деревах. 

## Загрози та охорона
Як видається, нема серйозних загроз для цього виду. На нього навряд чи йде полювання в межах діапазону поширення. Він присутній в ряді охоронних районів. Подальші таксономічні дослідження необхідні, щоб визначити, чи є цей вид конспецифічний з Dobsonia viridis.